# Championnat d'Amérique du Sud féminin de volley-ball des moins de 18 ans 1978
Navigation
Édition suivante
Le 1er championnat d'Amérique du Sud féminin de volley-ball des moins de 18 ans s'est déroulé en 1978 à Buenos Aires, Argentine. Il a mis aux prises les sept meilleures équipes continentales.

## Équipes présentes
- Argentine
- Brésil
- Chili
- Paraguay
- Pérou
- Uruguay
- Venezuela

## Classement final
| Place              | Équipe    |
| ------------------ | --------- |
| Médaille d'or      | Pérou     |
| Médaille d'argent  | Brésil    |
| Médaille de bronze | Argentine |
| 4                  | Paraguay  |
| 5                  | Venezuela |
| 6                  | Uruguay   |
| 7                  | Chili     |